# Liste des évêques de Mariana
Liste chronologique des évêques de l'ancien diocèse de Mariana en Corse.

## Évêques du diocèse de Mariana
- 313 : Catonus Leo Corsicanus
- 649 : Donato
- 900 : Lunergio
- 940 : Lothaire
- 1113 : Hildebrando
- 1119 : Ottone Colonna
- 1123 : Guglielmo
- 1125 : Teobaldo
- 1149 : Pietro
- 1179 : Ladio
- 1220 : Opizzu Cortincu
- 1237 : Pandolpho
- 1242 : Rodolpho
- 1252 : Vincent
- 1269 : Opizzo Pernice
- 1274 : Matteo
- 1283 : Adamo Pensa
- 1289 : Opizzo Pernice
- 1298-1328 : Guido
- 1328-1342 : Vincentius
- 1343-1351 : Bonaventura Benvenuti
- 1351-1352 : Jacopo
- 1352-1353 : Dominico da Campocasso
- 1353-1363 : Joannes de Castello
- 1364-1366 : Pietro
- 1366-1371 : Nicolao
- 1371 : Martino
- 1372 : Raimondo
- 1388-1428 : Ghjuvanni d'Omessa
- 1428-1433 : Dominioc d'Orbetella
- 1433-1436 : Giorgio Fieschi, cardinal, doyen du Collège des cardinaux
- 1436-1457 : Michele de Germani(s)
- 1458-1463 : Hieronimus de Monte Reggio
- 1463-1493 : Leonardo de Fornari
- 1493 : Antonio
- 1494-1495 : Giuliano da Isopo
- 1495-1500 : Ottaviano de Fornari
- 1500-1531 : Giovanni Battista Uso di Mare
- 1531 : Innocenzo Cybo, cardinal, camerlingue de la Sainte Église romaine, petit-fils du pape Innocent VIII, neveu de Léon X, cousin de Clément VII
- 1532-1548 : Cesare Cibo
- 1548-1550 : Octaviano Cibo
- 1550-1554 : Baldinus de Baldiunis
- 1554-1560 : Giovanni Battista Cicala, cardinal
- 1560-1563 : Nicolo Cicala

## Évêques du diocèse de Mariana et Accia
En 1563, le diocèse d'Accia, trop petit, est fusionné dans celui de Mariana qui devient le diocèse de Mariana et Accia.
- 1563-1566 : Nicolo Cicala
- 1566-1570 : Girolamo Leone
- 1570-1584 : Giovan Battista Centurione
- 1584-1599 : Nicolò Mascardi
- 1599-1622 : Geronimo del Pozzo
- 1622-1644 : Giulio del Pozzo
- 1645-1656 : Giovanni Augustino Marliani
- 1656-1683 : Carlo Fabrizio Giustiniani
- 1683-1685 : Agostino Fieschi
- 1686-1704 : Giovanni Carlo de Mari
- 1704-1706 : Mario Emmanuelle Durazzo
- 1706-1720 : Andrea della Rocca
- 1720-1747 : Agostino Saluzzo
- 1747-1772 : Dominico Maria Saporito
- 1772-1775 : Angelo Odardo Stefanni
- 1775-1781 : Francesco Cittadella
- 1782-1788 : Pierre Peineau du Verdier
- 1789-1801 : Ignace-François de Joannis de Verclos (dernier évêque de l'évêché)

## Évêques titulaires deMariana in Corsica
- 2002-2006 : Giacomo Lanzetti (it), évêque auxiliaire de Turin, transféré à Alghero-Bosa, puis à Alba
- Depuis 2008 : Paolo De Nicolò (de), régent de la Préfecture de la Maison pontificale